# Janusz Wasyluk
Janusz Stefan Wasyluk (ur. 26 grudnia 1931 w Warszawie, zm. 5 maja 2025) – polski lekarz, profesor Centrum Medycznego Kształcenia Podyplomowego w Warszawie (CMKP), doktor habilitowany nauk medycznych o specjalnościach naukowych choroby wewnętrzne i pedagogika medyczna.

## Życiorys
Absolwent VI Liceum Ogólnokształcącego im. Tadeusza Reytana w Warszawie (1950) i studiów medycznych na Wydziale Lekarskim Akademii Medycznej w Warszawie (1957). W 1971 uzyskał stopień naukowy doktora nauk medycznych, a w 1988 habilitował się w Centrum Medycznym Kształcenia Podyplomowego na podstawie pracy Zastosowanie skal szacunkowych do oceny umiejętności praktycznych w medycynie klinicznej.
Początkowo pracował jako asystent w Akademii Medycznej w Warszawie. Na początku lat 70. objął stanowisko kierownika Zakładu Dydaktyki Medycznej CMKP. W 1978 został konsultantem Światowej Organizacji Zdrowia w zakresie kształcenia medycznego w Polsce. W latach 1990–1992 zastępca dyrektora CMKP ds. naukowych i dydaktycznych, w 1992 uzyskał stanowisko profesora nadzwyczajnego CMKP. Członek Towarzystwa Lekarskiego Warszawskiego, w 1994 jego prezes. W 1995 profesor wizytujący (ang. European Visiting Professor) brytyjskiego Royal Society of Medicine.
Został pochowany na Cmentarzu Wojskowym na Powązkach (kwatera B 43, rząd 1, grób 2).

## Publikacje książkowe
- O współzależności glikozydów nasercowych i układu przysadkowo-nadnerczowego, Państwowy Zakład Wydawnictw Lekarskich, Warszawa 1967, OCLC 839044987
- Próby czynnościowe w elektrokardiograficznej diagnostyce choroby wieńcowej, Państwowy Zakład Wydawnictw Lekarskich, Warszawa 1974, OCLC 836269002
- Rola i zadania Centrum Medycznego Kształcenia Podyplomowego w systemie kształcenia ustawicznego w Polsce, Państwowy Zakład Wydawnictw Lekarskich, Warszawa 1976, OCLC 830593298
- Zastosowanie skal szacunkowych do oceny umiejętności praktycznych w medycynie klinicznej: praca habilitacyjna, Centrum Medyczne Kształcenia Podyplomowego, Warszawa 1988, OCLC 830085564
- Dydaktyka medyczna: kompendium wiedzy i umiejętności, Centrum Medyczne Kształcenia Podyplomowego, Warszawa 1990, OCLC 297644927
- Podręcznik dydaktyki medycznej, Fundacja Rozwoju Kształcenia Medycznego DOCEO, Warszawa 1998, ISBN 83-902616-5-0

## Odznaczenia i wyróżnienia
- Złoty Krzyż Zasługi (1979)[1]
- Odznaka honorowa „Za wzorową pracę w służbie zdrowia” (1980)[1]
- Medal Alberta Schweitzera World Academy of Medicine (1996)[1]
- Krzyż Kawalerski Orderu Odrodzenia Polski (2005, „za wybitne zasługi w pracy zawodowej, za osiągnięcia w działalności społecznej”)[8]
- Medal Augusta Ferdynanda Wolffa przyznany przez Towarzystwo Lekarskie Warszawskie (2011)[1]